# They Fly at Çiron
They Fly at Çiron est un roman de science-fiction de Samuel R. Delany paru en 1993, entièrement réécrit et développé à partir d'une nouvelle écrite dans les années 1960,,.

## Contexte
Samuel R. Delany a réécrit une nouvelle du même nom rédigée en 1962 après avoir publié son premier roman, Les Joyaux d'Aptor. Dans le roman, il revisite aussi certains des thèmes abordés dans la série  Nevèrÿon.

## Résumé
L'histoire se situe à Çiron, un royaume pastoral et pacifique imaginaire dans lequel la civilisation bourgeonne à peine. Ses habitants ne connaissent pas la guerre et ne savent pas même ce qu'est une arme. Les Cironiens ont cependant des «ennemis», des humains volants qui viennent de la montagne de Hi-Vator.
Çiron est alors envahi par des soldats de l'empire de Myetra. Leur  prince Nactor, qui les dirige est un être cruel. Les Cironiens s'allient alors aux humains ailés pour repousser l'invasion, et sont rejoints pas Kire, un officier de Nactor qui a refusé d'obéir quand on lui a ordonné de violer et tuer une jeune fille cironienne. 
Les Cironiens finissent par vaincre, mais perdent en chemin leur innocence et se retrouvent en fin du roman à reproduire certaines des atrocités du Prince Nactor.